# Lithophane cupressivora
Lithophane cupressivora är en fjärilsart som beskrevs av Otto Staudinger 1871. Lithophane cupressivora ingår i släktet Lithophane och familjen nattflyn. Inga underarter finns listade i Catalogue of Life.